# 東小岩
東小岩（ひがしこいわ）は、東京都江戸川区の町名。現行行政地名は東小岩一丁目から六丁目。住居表示実施済区域。
周辺の西小岩、北小岩、南小岩を含め「小岩」と総称することもある。隣接する地域は、北は北小岩一・三丁目、東は江戸川を挟んで対岸に千葉県市川市市川南、南は北篠崎、西は南小岩二・三・八丁目。

## 地域
江戸川区北東部に位置する。地区の東辺を流れる江戸川で千葉県と画し、西辺を東京都道307号王子金町江戸川線（柴又街道）で南小岩と画す。また、北辺は総武本線およびその付帯道路までを含み、以北は北小岩である。町域の大半には、主に住宅地からなる市街地が広がる。尚、町域内に鉄道駅は存在しない。東端の江戸川河川敷は小岩緑地帯と呼ばれる。
また、江戸川によって隔てられている千葉県市川市との間（約1.5km）を連絡する橋は総武本線「江戸川橋梁」のみであり、その他の道路橋等は存在しない。ただし、北へ100mの地点には市川橋が存在する。

### 地価
住宅地の地価は、2025年（令和7年）1月1日の公示地価によれば、東小岩1-5-11の地点で32万7000円/m2、東小岩4-25-7の地点で36万4000円/m2、東小岩6-8-9の地点で46万円/m2となっている。

## 世帯数と人口
2025年（令和7年）1月1日現在（江戸川区発表）の世帯数と人口は以下の通りである。
| 丁目         | 世帯数     | 人口     |
| ------------ | ---------- | -------- |
| 東小岩一丁目 | 1,971世帯  | 4,053人  |
| 東小岩二丁目 | 807世帯    | 1,708人  |
| 東小岩三丁目 | 1,444世帯  | 2,677人  |
| 東小岩四丁目 | 1,844世帯  | 3,462人  |
| 東小岩五丁目 | 2,182世帯  | 3,758人  |
| 東小岩六丁目 | 1,926世帯  | 3,328人  |
| 計           | 10,174世帯 | 18,986人 |

### 人口の変遷
国勢調査による人口の推移。
| 年                 | 人口   |
| ------------------ | ------ |
| 1995年（平成7年）  | 18,290 |
| 2000年（平成12年） | 18,249 |
| 2005年（平成17年） | 18,063 |
| 2010年（平成22年） | 18,239 |
| 2015年（平成27年） | 18,021 |
| 2020年（令和2年）  | 18,746 |

### 世帯数の変遷
国勢調査による世帯数の推移。
| 年                 | 世帯数 |
| ------------------ | ------ |
| 1995年（平成7年）  | 7,153  |
| 2000年（平成12年） | 7,535  |
| 2005年（平成17年） | 7,836  |
| 2010年（平成22年） | 8,291  |
| 2015年（平成27年） | 8,238  |
| 2020年（令和2年）  | 9,232  |

## 学区
区立小・中学校に通う場合、学区は以下の通りとなる(2023年4月時点)。なお、江戸川区では学校選択制度を導入しており、区内全域から選択することが可能。。
| 丁目         | 番地                            | 小学校                     | 中学校                   |
| ------------ | ------------------------------- | -------------------------- | ------------------------ |
| 東小岩一丁目 | 1〜5番、19〜21番                | 江戸川区立篠崎第五小学校   | 江戸川区立小岩第二中学校 |
| 東小岩一丁目 | 6〜18番、22〜32番               | 江戸川区立南小岩第二小学校 | 江戸川区立小岩第二中学校 |
| 東小岩二丁目 | 1〜5番、7〜22番                 | 江戸川区立南小岩第二小学校 | 江戸川区立小岩第二中学校 |
| 東小岩二丁目 | 6番、23〜24番                   | 江戸川区立小岩小学校       | 江戸川区立小岩第一中学校 |
| 東小岩三丁目 | 全域                            | 江戸川区立小岩小学校       | 江戸川区立小岩第一中学校 |
| 東小岩四丁目 | 1〜6番、8番                     | 江戸川区立南小岩小学校     | 江戸川区立小岩第二中学校 |
| 東小岩四丁目 | 18〜26番                        | 江戸川区立南小岩第二小学校 | 江戸川区立小岩第二中学校 |
| 東小岩四丁目 | 7番、9〜17番 27〜33番           | 江戸川区立東小岩小学校     | 江戸川区立小岩第一中学校 |
| 東小岩五丁目 | 1〜2番、3番1〜6号 9〜15番       | 江戸川区立東小岩小学校     | 江戸川区立小岩第一中学校 |
| 東小岩五丁目 | 3番7号〜最終号 4〜8番、16〜37番 | 江戸川区立小岩小学校       | 江戸川区立小岩第一中学校 |
| 東小岩六丁目 | 全域                            | 江戸川区立小岩小学校       | 江戸川区立小岩第一中学校 |

## 事業所
2021年（令和3年）現在の経済センサス調査による事業所数と従業員数は以下の通りである。
| 丁目         | 事業所数  | 従業員数 |
| ------------ | --------- | -------- |
| 東小岩一丁目 | 103事業所 | 659人    |
| 東小岩二丁目 | 43事業所  | 1,612人  |
| 東小岩三丁目 | 49事業所  | 642人    |
| 東小岩四丁目 | 96事業所  | 623人    |
| 東小岩五丁目 | 106事業所 | 728人    |
| 東小岩六丁目 | 106事業所 | 1,099人  |
| 計           | 503事業所 | 5,363人  |

### 事業者数の変遷
経済センサスによる事業所数の推移。
| 年                 | 事業者数 |
| ------------------ | -------- |
| 2016年（平成28年） | 500      |
| 2021年（令和3年）  | 503      |

### 従業員数の変遷
経済センサスによる従業員数の推移。
| 年                 | 従業員数 |
| ------------------ | -------- |
| 2016年（平成28年） | 4,063    |
| 2021年（令和3年）  | 5,363    |

## 交通

### 公共交通
鉄道
最寄駅は町域の多くの地域はJR小岩駅だが、北東部は江戸川駅となる。地区南部の東小岩一丁目などは最寄りの駅から1km以上離れた鉄道空白地帯となっており、同区域では路線バス等により篠崎駅などの利用も可能である。
- 東日本旅客鉄道（JR東日本）
  - 総武本線：小岩駅 - （駅の所在地は南小岩）
- 京成電鉄
  - 京成本線：江戸川駅 -（駅の所在地は北小岩）
- 東京都交通局（都営地下鉄）
  - 新宿線：篠崎駅 - （駅の所在地は篠崎町）

路線バス
小岩駅、京成小岩駅、篠崎駅、瑞江駅、一之江駅、新柴又駅、金町駅との連絡がある。
- 京成バス
  - 小55
  - 小56
  - 小72

篠崎駅経由は，瑞江駅・一之江駅発着便のみ。
  - 小73

### 主要道路
道路
- 千葉街道（国道14号）
- 東京都道307号王子金町江戸川線（柴又街道）
- 篠崎街道（東京都道451号江戸川堤防線）

## 施設
行政
- 警視庁小岩警察署
- 江戸川区小岩事務所（小岩区民館）
- 江戸川区清掃事務所
- 江戸川保健所 小岩健康サポートセンター（旧称:江戸川区小岩保健所）
- 江戸川区熟年人材センター小岩分室
- 江戸川区障害者就労支援センター

教育
- 江戸川区立小岩小学校
- 江戸川区立東小岩小学校
- 江戸川区立小岩第一中学校
- 江戸川区立小岩第二中学校
- 江戸川女子中学校・高等学校

文化
- 江戸川区立小岩図書館

医療
- 江戸川病院

公園・スポーツ・レクリエーション施設
- 江戸川グランド（軟式野球・軟式少年野球・ラグビー・他目的運動場）
- クリケット場（江戸川河川敷）

## 名所・旧跡
- 善養寺（「影向の松」等）
- 小岩神社

## 出身著名人
- 湯浅洋 - 実業家、プロデューサー、FreoMotto取締役、元AKB48・SKE48劇場支配人）

## その他

### 日本郵便
- 郵便番号 : 133-0052[3]（集配局 : 小岩郵便局[17]）。